# UCI Oceania Tour 2018
Die UCI Oceania Tour 2018 ist die 14. Austragung des zur Saison 2005 vom Weltradsportverband UCI eingeführten ozeanischen Straßenradsport-Kalenders unterhalb der UCI WorldTour, der zu den UCI Continental Circuits für Männer gehört.
Die Eintagesrennen und Etappenrennen sind in drei UCI-Kategorien (HC, 1 und 2) eingeteilt. Bei jedem Rennen werden Punkte für eine Gesamtwertung der Fahrer, Mannschaften und Nationen vergeben. An der Mannschaftswertung nehmen die Professional Continental Teams und die Continental Teams teil, nicht jedoch die startenden UCI WorldTeams. An der Nationenwertung nehmen nur die Nationen des Kontinents teil, gezählt werden aber die Ergebnisse aller Circuits.

Zu den Regeln der einzelnen Ranglisten: 

## Januar
| Datum   | Rennen                    | Kat. | Sieger           | Team              |
| ------- | ------------------------- | ---- | ---------------- | ----------------- |
| 17.–21. | New Zealand Cycle Classic | 2.2  | Hayden McCormick | ONE Pro Cycling   |
| 27.     | Gravel and Tar            | 1.2  | Ethan Berends    | Mobius-BridgeLane |
| 31.–4.  | Herald Sun Tour           | 2.1  | Esteban Chaves   | Mitchelton-Scott  |

## März
| Datum | Rennen                                   | Kat. | Sieger       | Team       |
| ----- | ---------------------------------------- | ---- | ------------ | ---------- |
| 23.   | Ozeanienmeisterschaft – Einzelzeitfahren | CC   | Hamish Bond  | Neuseeland |
| 25.   | Ozeanienmeisterschaft – Straßenrennen    | CC   | Chris Harper | Australien |

## Gesamtwertung
(Endstand: 25. März 2018)
| Platz | Fahrer           |            | Team | Punkte |
| ----- | ---------------- | ---------- | ---- | ------ |
| 1.    | Chris Harper     | Australien | BSC  | 365    |
| 2.    | Steele Von Hoff  | Australien | BSC  | 260    |
| 3.    | Hayden McCormick | Neuseeland | ONE  | 248    |
| 4.    | James Whelan     | Australien | DPV  | 235    |
| 5.    | Cameron Meyer    | Australien | MTS  | 224    |

| Platz | Team                                      |                        | Punkte |
| ----- | ----------------------------------------- | ---------------------- | ------ |
| 1.    | Bennelong Swisswellness                   | Australien             | 1077   |
| 2.    | Drapac-EF Cannondale Holistic Development | Australien             | 611    |
| 3.    | ONE Pro Cycling                           | Vereinigtes Konigreich | 389    |
| 4.    | JLT Condor                                | Vereinigtes Konigreich | 381    |
| 5.    | Brisbane Continental                      | Australien             | 270    |

| Platz | Nation     | Punkte |
| ----- | ---------- | ------ |
| 1.    | Australien | 2471   |
| 2.    | Neuseeland | 1419   |